# Super ladri
Super ladri (スーパー・クルックス?, Sūpā Kurukkusu, Super Crooks in inglese) è un original net anime del 2021, adattamento del fumetto omonimo scritto da Mark Millar e disegnato da Leinil Francis Yu. La storia segue il piccolo truffatore Johnny Fulmine, che mette insieme una squadra di otto supercriminali per compiere una rapina sfruttando i superpoteri. La serie è uno spin-off di Jupiter's Legacy (2021).

## Trama
Carmine, noto come il supercriminale Calore, ha contratto un grosso debito di gioco che se non verrà ripagato gli costerà la vita. Johnny Fulmine, suo amico e collega, organizza un piano per aiutarlo e allo stesso tempo rendere tutti i suoi amici incredibilmente ricchi rapinando il più famigerato supercriminale del mondo.

## Episodi
| nº | Titolo originale     | Titolo italiano          | Regia                        | Sceneggiatura | Storyboard                   | Prima TV         |
| -- | -------------------- | ------------------------ | ---------------------------- | ------------- | ---------------------------- | ---------------- |
| 1  | Electro Boy          | Electro Boy              | Motonobu Hori                | Dai Satō      | Motonobu Hori                | 25 novembre 2021 |
| 2  | Kasey                | Kasey                    | Kazuo Miyake                 | Dai Satō      | Motonobu Hori                | 25 novembre 2021 |
| 3  | Man Mountain         | Uomo Montagna            | Satoshi Takafuji             | Tsukasa Kondo | Motonobu Hori                | 25 novembre 2021 |
| 4  | The Praetorian       | Il Pretoriano            | Tetsuya Miyanishi            | Dai Sato      | Tetsuya Miyanishi            | 25 novembre 2021 |
| 5  | The Heat             | Calore                   | Masashi Abe                  | Dai Sato      | Hiroaki Takagi               | 25 novembre 2021 |
| 6  | The Gladiator        | Il Gladiatore            | Yōhei Shindō                 | Tsukasa Kondo | Masahiro Ando                | 25 novembre 2021 |
| 7  | The Supermax         | Il Supermax              | Naoto Uchida                 | Tsukasa Kondo | Naoto Uchida                 | 25 novembre 2021 |
| 8  | The Union of Justice | L'Unione della Giustizia | Tetsuya Miyanishi            | Dai Sato      | Tetsuya Miyanishi            | 25 novembre 2021 |
| 9  | Count Orlok          | Conte Orlok              | Kazuo Miyake                 | Dai Sato      | Hideyuki Satake              | 25 novembre 2021 |
| 10 | Carmine              | Carmine                  | Yōhei Shindō                 | Tsukasa Kondo | Motonobu Hori                | 25 novembre 2021 |
| 11 | Casino Grand Granite | Casino Grand Granite     | Satoshi Takafuji             | Tsukasa Kondo | Satoshi Takafuji             | 25 novembre 2021 |
| 12 | The Bastard          | Il Bastardo              | Tetsuya Miyanishi            | Dai Sato      | Tetsuya Miyanishi            | 25 novembre 2021 |
| 13 | Super Crooks         | SUPER LADRI              | Motonobu Hori e Yōhei Shindō | Dai Sato      | Motonobu Hori e Naoto Uchida | 25 novembre 2021 |

## Personaggi
Johnny Fulmine (ジョニー・ボルト?, Jonī Boruto, Johnny Bolt in originale)
Doppiato da: Kenjirō Tsuda (ed. giapponese), Jonah Scott (ed. inglese), Stefano Crescentini (ed. italiana, da adulto) Manuel Meli (ed. italiana, da giovane)
Kasey Anne (ケイシー?, Keishī)
Doppiato da: Maaya Sakamoto (ed. giapponese), Abby Trott (ed. inglese), Francesca Manicone (ed. italiana)
Carmine (カーマイン?, Kāmain) / Calore (ザ・ヒート?, Za Hīto, The Heat in originale)
Doppiato da: Yasushi Kimura (ed. giapponese), Doug Stone (ed. inglese), Gianni Giuliano (ed. italiana)
Gladiatore (グラディエーター?, Guradiētā, Gladiator in originale)
Doppiato da: Pierre Taki (ed. giapponese), Cam Clarke (ed. inglese), Stefano Alessandroni (ed. italiana)
Josh (ジョシュ?, Joshu) / Il Fantasma (ザ・ゴースト?, Za Gōsuto, The Ghost in originale)
Doppiato da: Jun'ichi Suwabe (ed. giapponese), Bill Butts (ed. inglese), Francesco Pezzulli (ed. italiana)
TK McCabe (TK・マッケイブ?, TK Makkeibu)
Doppiato da: Eiji Takemoto (ed. giapponese), Bill Rogers (ed. inglese), Marco Vivio (ed. italiana)
Sammy Diesel (サミー・ディーゼル?, Samī Dīzeru)
Doppiato da: Subaru Kimura (ed. giapponese), Ben Pronsky (ed. inglese), Alberto Bognanni (ed. italiana)
Roddy Diesel (ロディ・ディーゼル?, Rodi Dīzeru)
Doppiato da: Tetsu Inada (ed. giapponese), Bruno Oliver (ed. inglese), Simone Mori (ed. italiana)
Previsione (フォアキャスト?, Foakyasuto, Forecast in originale)
Doppiato da: KENN (ed. giapponese), Zeno Robinson (ed. inglese), David Chevalier (ed. italiana)
Pretoriano (プレトリアン?, Puretoriano, Praetorian in originale)
Doppiato da: Wataru Hatano (ed. giapponese), DC Douglas (ed. inglese), Gianfranco Miranda (ed. italiana)
Salamandra (サラマンダー?, Saramandā, Salamander in originale)
Doppiato da: Hisao Egawa (ed. giapponese), Matthew David Rudd (ed. inglese)
Christopher Matts/Il Bastardo (クリストファー・マッツ?, Kurisutofā Matsu)
Doppiato da: Hiroshi Yanaka (ed. giapponese), Jason Marnocha (ed. inglese), Ambrogio Colombo (ed. italiana)

## Produzione
Netflix ha annunciato per la prima volta che la serie era in produzione presso lo studio d’animazione Bones nel marzo 2019, e la sua anteprima mondiale era prevista al Festival internazionale del film d'animazione di Annecy nel giugno 2021. Durante la premiere, il regista Motonobu Hori ha spiegato che, poiché la serie si svolge in parte prima degli eventi del fumetto, Mark Millar ha fornito una storia aggiuntiva per l’adattamento scritto da Dai Satō, mentre Leinil Francis Yu ha realizzato i design dei personaggi in versione più giovane, successivamente tradotti in animazione da Takashi Mitani. La colonna sonora è stata composta da Towa Tei.
La serie è stata sceneggiata da Dai Satō e Tsukasa Kondo ed è stata distribuita in anteprima su Netflix il 25 novembre 2021. I primi nove episodi fungono da prequel del fumetto, mentre gli ultimi tre ne adattano fedelmente la trama. La serie è uno spin-off di Jupiter's Legacy (2021). Nel giugno 2021 è stato annunciato che una serie live-action di Super Crooks, secondo spin-off di Jupiter's Legacy, era in fase di sviluppo attivo, nonostante la cancellazione simultanea della serie principale.

## Distribuzione
In occasione dell'evento Tudum di Netflix nel settembre 2021 è uscito il trailer della serie e la sua data di uscita, 25 novembre 2021.

## Accoglienza
Il sito Tom's Hardware promuove la serie lodando la qualità dell'animazione "Super ladri è un vero spettacolo per gli occhi, che dà il meglio di sé nelle scene d’inseguimento e nei combattimenti. Il pedale dell’acceleratore è schiacciato al massimo, ogni animazione è in questi contesti rapida e travolgente, aderendo allo stile ultra violento di Mark Millar" e la capacità di empatizzare con i protagonisti principali: "risulta capace di porci in una sorta di legame con personaggi come Calore, Kasey, Johnny e gli altri membri della banda: persone umane, fallibili (forse loro più di altri), dotati però di un senso di empatia e giustizia che li porta a rifiutare e ripugnare le organizzazioni di super criminali che approfittano dei loro componenti, così come quei sedicenti supereroi che non esitano tuttavia a mietere civili lungo il loro cammino".
IGN Italia sottolinea come la serie funzioni a livello di narrazione, animazione e di personaggi affermando "Super ladri non vanterà ‘sta grande originalità, ma resta una serie realizzata con gusto e competenza. Una serie capace, tra l’altro, di fondere “caper movie” e supertizi servendosi dell’animazione giapponese che normalmente tende ad appiattire certe dinamiche oppure a revisionarle pesantemente".
Anche Stefano Tevini per Nocturno elogia personaggi e ritmo aggiungendo come il risultato sia superiore all'opera di partenza. Diego Castelli di Serialminds consiglia la serie per "l’incontro inaspettato ma felice fra l’originalità narrativa di un brillante fumettista scozzese e lo stile di animazione e messa in scena giapponese".
Cinematographe dà un giudizio basso alla serie segnalando come "In questo quadro spesso confuso e accelerato la parola d’ordine rimane sempre una: esagerazione. Esagerazione che spesso si traduce in esasperazione tanto dello stile e della grafica quanto dei toni e del linguaggio", ma apprezzando il lavoro fatto sui personaggi: "Uno dei pochi punti di forza della serie, infatti, è quello di creare un team solido, composto da personaggi con un dono ben caratterizzato".